# Championnats d'Europe d'haltérophilie 1955
Navigation
Édition précédente Édition suivante
Les championnats d'Europe d'haltérophilie 1955, trente-cinquième édition des championnats d'Europe d'haltérophilie, ont eu lieu en 1955 à Munich, en Allemagne.

## Résultats
| Catégorie | Or                 | Or       | Argent              | Argent   | Bronze               | Bronze   |
| --------- | ------------------ | -------- | ------------------- | -------- | -------------------- | -------- |
| 56 kg     | Władimir Stogow    | 335 kg   | Marc Marcombe       | 280 kg   | Herbert Grüner       | 280 kg   |
| 60 kg     | Rafael Czimiszkian | 350 kg   | Iwan Udodow         | 345 kg   | Sebastiano Mannironi | 325 kg   |
| 67,5 kg   | Nikołaj Kostylew   | 382,5 kg | Luciano De Genova   | 342,5 kg | Josef Tauchner       | 342,5 kg |
| 75 kg     | Fiodor Bogdanowski | 405 kg   | Ingemar Franzen     | 372,5 kg | Krzysztof Beck       | 372,5 kg |
| 82,5 kg   | Wasilij Stiepanow  | 425 kg   | Vaclav Pšenička jun | 395 kg   | Czesław Białas       | 385 kg   |
| 90 kg     | Arkadij Worobjow   | 455 kg   | Jean Debuf          | 410 kg   | Iwan Weselinow       | 402,5 kg |
| + 90 kg   | Eino Mäkinen       | 422,5 kg | Theo Aaldering      | 420 kg   | Franz Hölbl          | 417,5 kg |